# Bychawa
Bychawa este un oraș în Polonia.